# Нарвал
Нарвалът е арктически зъбат кит, отделен заедно с белугата в семейство Monodontidae. Характерен за този вид китоподобни е дългият рог на мъжките, който всъщност представлява силно удължен горен ляв резец (подобно бивните на слона). Затова понякога се нарича морски еднорог (от латински monoceros се превежда еднорог).
Нарвалите живеят на границата на ледовете. През зимата те мигрират навътре в открито море заедно с напредващите ледове, а през лятото с размразяването на ледовете се насочват обратно към крайбрежните води. Хранят се предимно с треска, гренландска камбала, сепия и скариди. Женската ражда на всеки три години. Бременността ѝ продължава около 15 месеца. Новороденото има дължина средно 1,5 метра и тежи приблизително 80-85 килограма. Възрастните мъжкари достигат дължина 6 метра и тегло 2 тона.
Нарвалът е рядък вид, вписан в Червения списък на световнозастрашените видове на IUCN като почти застрашен .